# Jozef Kostka

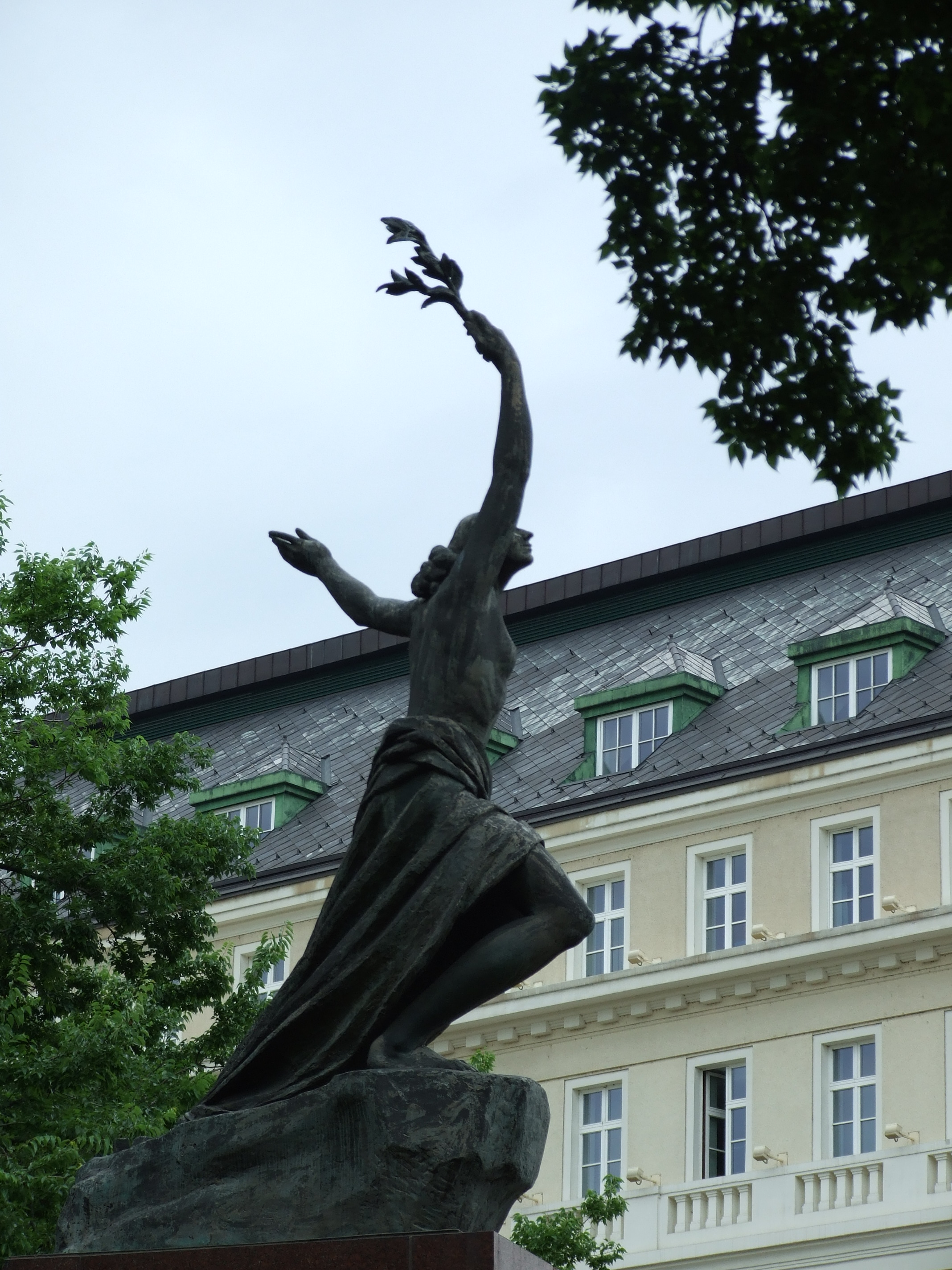
A felszabadító Vörös Hadsereg pozsonyi emlékműve (1946)

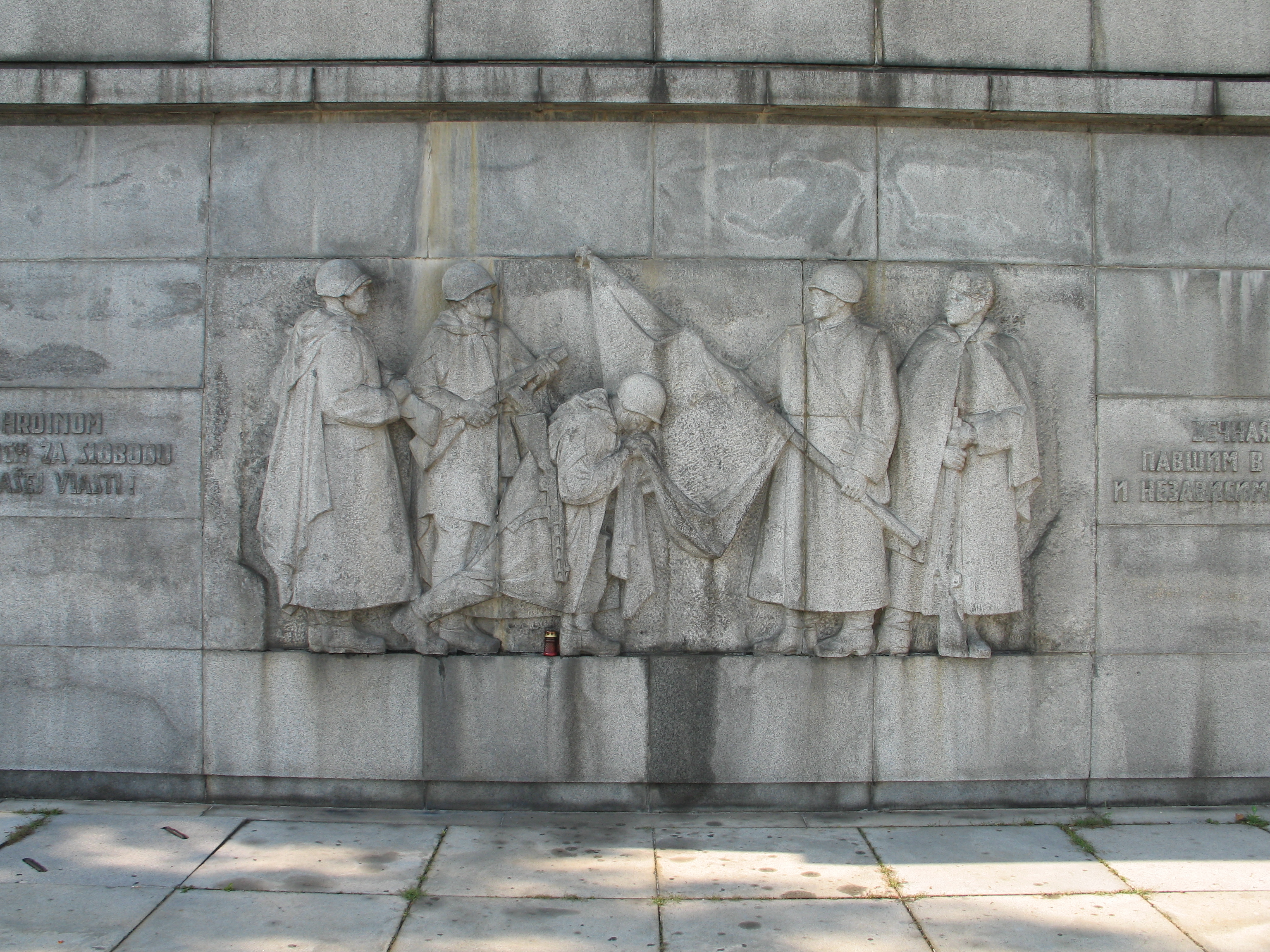
Dombormű a pozsonyi emlékművön

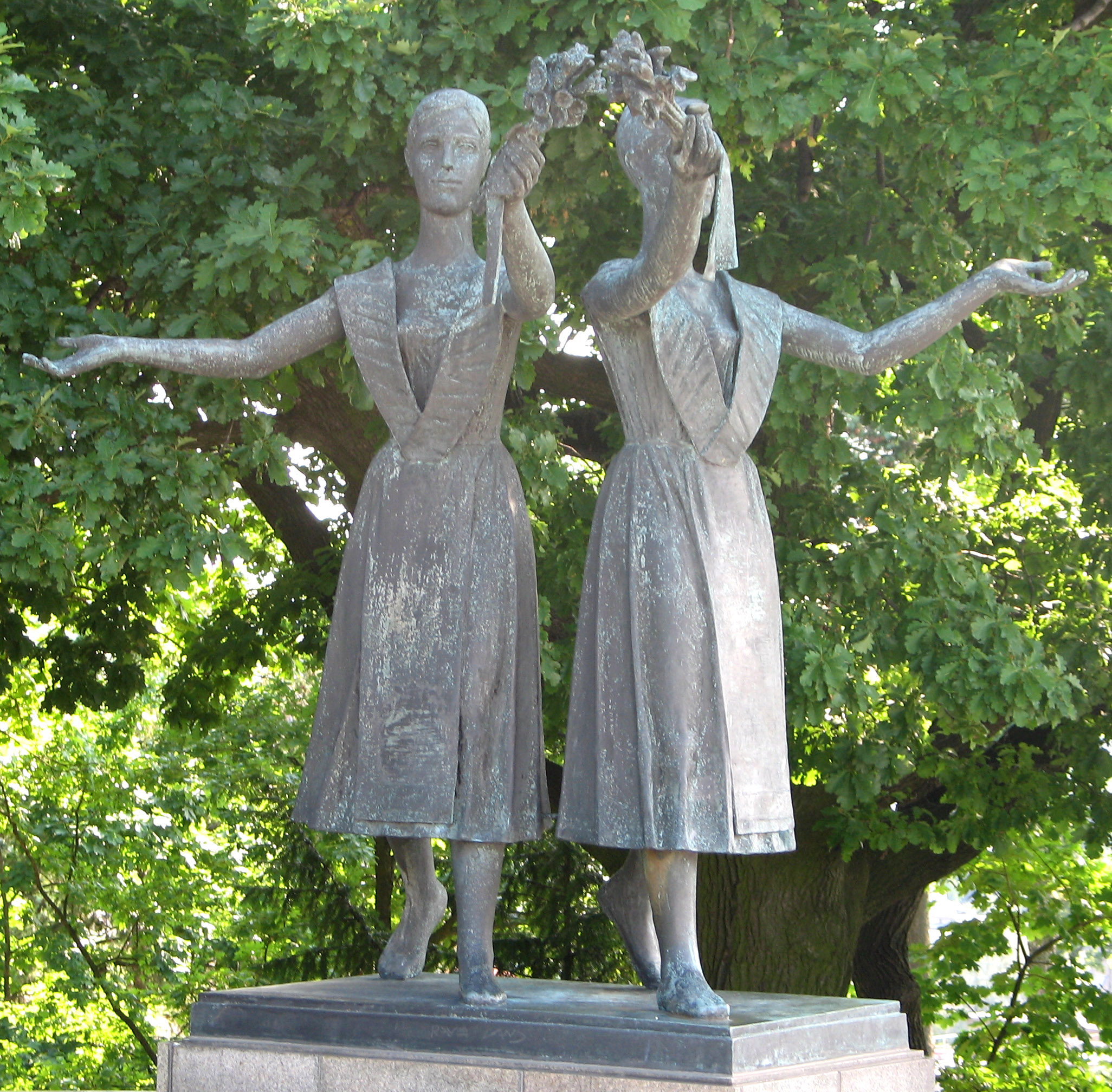
Köszönet (Pozsony)

Jozef Kostka (Stomfa, 1912. január 29. – Pozsony, 1996. szeptember 30.) állami díjas szlovák szobrász, a szlovák modern szobrászat megalapítója.

## Élete
Nagybátyja, Ferdiš Kostka keramikusműhelyében tanult. 1932 és 1937 között a prágai Művészeti Főiskolán tanult Karol Dvořáknál. 1938-tól 1939-ig a párizsi École des Beaux-Artsban folytatta a tanulmányait. 1940 és 1949 között a Szlovák Műszaki Egyetemen dolgozott, 1943-ban docens lett. 1947-ben a pozsonyi Comenius Egyetem Pedagógiai Karának tanárává nevezték ki.
1949-ben társalapítója a Pozsonyi Képzőművészeti Főiskolának. Rudolf Pribišsel együtt számos kiváló szlovák szobrászt (Jozef Jankovič, Meliš György, Marián Huba, Peter Roller, Jozef Brezany) neveltek. Justín Hrčka szlovák szobrász két évig dolgozott a műtermében. 1966-ban megkapta a Nemzet Művésze címet. Csak a prágai tavasz utáni időkben hagyta el a főiskolát. A nehéz időszak ellenére, amelyben élt, sikerült megőriznie emberi erkölcsi hitelét.
1957-ben részt vett a São Paulo-i nemzetközi biennálén. Az 1958-as brüsszeli világkiállításon ezüstéremmel jutalmazták A folyó partján című domborművéért, ugyanebben az évben részt vett a velencei biennálén. 1966 és 68 között tanulmányutakat tett Angliába, Franciaországba és Olaszországba.
Számos emlékmű alkotója volt, többek között ő készítette Ľudovít Štúr emlékművét Modorban, a Szlovák nemzeti felkelés emlékművét Simonyban.

## Fordítás
- Ez a szócikk részben vagy egészben  a   Jozef Kostka című szlovák Wikipédia-szócikk ezen változatának fordításán alapul.  Az eredeti cikk szerkesztőit annak laptörténete sorolja fel. Ez a jelzés csupán a megfogalmazás eredetét és a szerzői jogokat jelzi, nem szolgál a cikkben szereplő információk forrásmegjelöléseként.